# Рассел Бентлі
Рассел Боннер Бентлі (англ. Russell Bonner Bentley), відомий також як «Техас» і «Донбаський Ковбой»; (20 червня 1960, Остін — 8 квітня 2024, Донецьк) — американський комуніст, пропагандист та військовик. Брав участь у російсько-українській війні з 2014 року на боці ДНР та Росії в складі батальйону «Восток» і батальйону «Хан». Працював воєнним кореспондентом у російському пропагандистському агентстві Sputnik. Фігурант бази «Миротворець».
Убитий в окупованому Донецьку російськими військовими.

## Біографія
Народився в місті Остіні, штат Техас, США у заможній багатодітній родині. До восьми років жив у місті Гайленд-Парк, штат Техас, США. У віці 16-ти років кинув школу і за порадою батька приєднався до армії США, військову службу проходив в штаті Луїзіана та Німеччині. Після служби в армії переїхав у Саут-Падре-Айленд, штат Техас, де працював офіціантом. У 1990 році переїхав у Міннеаполіс, штат Міннесота, де працював лісорубом.
З підліткового віку Бентлі захопився лівою ідеологією і став соціалістом. Був активістом за легалізацію марихуани, у віці 30-ти років на виборах він намагався балатуватися в Сенат США. У 1996 році був заарештований поліцією за незаконну торгівлю марихуаною. Суд штату Міннеаполіс засудив Бентлі до п'яти років і трьох місяців ув'язнення. У 1999 році Бентлі втік з в'язниці і перебував у розшуку до наступного арешту 2007 року. Бентлі відправили до в'язниці суворого режиму для відбування решти терміну. Влітку наступного року Бентлі вийшов з в'язниці.

### Російсько-українська війна
2014 року Бентлі залишив США і приєднався добровольцем до проросійських сил на сході України, мотивований бажанням «боротися з фашизмом». В Донецьк прибув 7 грудня 2014 року. Приєднався до спецпідрозділу «Суть времени», батальйону «Восток», отримавши позивний «Техас». Брав участь у боях за Донецький аеропорт. На окупованих територіях в липні 2016 року він хрестився у Російській православній церкві Московського патріархату, одружився з росіянкою й отримав громадянство ДНР. 
2021 року Рассел Бентлі отримав російське громадянство.

## Вбивство
За словами «правоохоронців ДНР» і дружини, Рассел Бентлі зник безвісти у Донецьку 8 квітня 2024 року. Про зникнення Бентлі повідомила також головна редакторка федерального каналу RT Маргарита Симоньян у своєму Telegram. За словами Симоньян, Бентлі востаннє бачили 8 квітня. Зокрема, він з дружиною приїхав до Петровського району Донецька та був неподалік від місця, яке обстріляли ЗСУ. Згодом, дружина повідомила що Бентлі був затриманий невстановленими особами у військовій формі. 19 квітня 2024 року батальйон «Восток» повідомив про смерть Бентлі. За інформацією, що з'явилась вже після повідомлення про смерть, Бентлі був затриманий російськими військовими під час зйомок наслідків ударів ЗСУ по військовій частині і запідозрений у шпигунстві. 
За даними джерел видання «Астра», Бентлі доправили у катівню, влаштованою бригадою «Оплот» у закинутій шахті «Петровська», де після катувань і тортур його вбили.
Олександр Ходаковський, один з ватажків самопроголошеної ДНР, у своєму телеграм-каналі закликав покарати «тих, хто вбив Рассела Бентлі», проте згодом він видалив своє повідомлення. 

### Розслідування
20 вересня 2024 року Слідчий комітет Росії за попереднім розслідуванням звинуватив чотирьох бійців 5-тої бригади у «перевищенні повноважень», «нарузі над тілом», а також у «приховуванні особливо тяжкого злочину». Зокрема, слідство СК РФ встановило, що 8 квітня 2024 року російські військові чинили до Бентлі фізичне насилля і тортури, що призвело до його смерті. Того ж дня військові підірвали автомобіль з тілом Бентлі, щоб видати вбивство за чергову диверсію противника, а 9 квітня військовослужбовці тієї ж частини перемістили останки Бентлі в інше місце, щоб приховати ознаки злочину.